# Bell House
La Bell House (Casa Bell, anche conosciuta come Biggs House) è una casa storica localizzata a 550 Upper Kingston Road a Prattville, Alabama. Rappresenta un eccellente esempio dello stile architettonico Queen Anne Style, che raggiunse il suo apice in Alabama all'inizio del XX secolo e che proseguì localmente fino al 1920.

## Descrizione
Progettata nel 1893 dall'architetto Frank Lockwood, venne incluso il 17 luglio 1997 nell'Alabama Register of Landmarks and Heritage e il 12 febbraio 1999 nel National Register of Historic Places.